# المنطقة الغربية (محافظة القاهرة)
المنطقة الغربية، أحد تقسيمات محافظة القاهرة، جمهورية مصر العربية. تضم المنطقة 9 أحياء.

## أحياء المنطقة
- حي الوايلي
- حي منشأة ناصر
- حي وسط
- حي باب الشعرية
- حي الأزبكية
- حي بولاق
- حي الموسكي
- حي عابدين
- حي غرب

## السكان
بلغ عدد سكان المنطقة 847,491 نسمة بحسب التعداد التقديري لسنة 2013.

## المساحة
تبلغ مساحة المنطقة الإجمالية 59.65 كم²، والمساحة المأهولة تساوي 16.722 كم².

## أهم معالم المنطقة

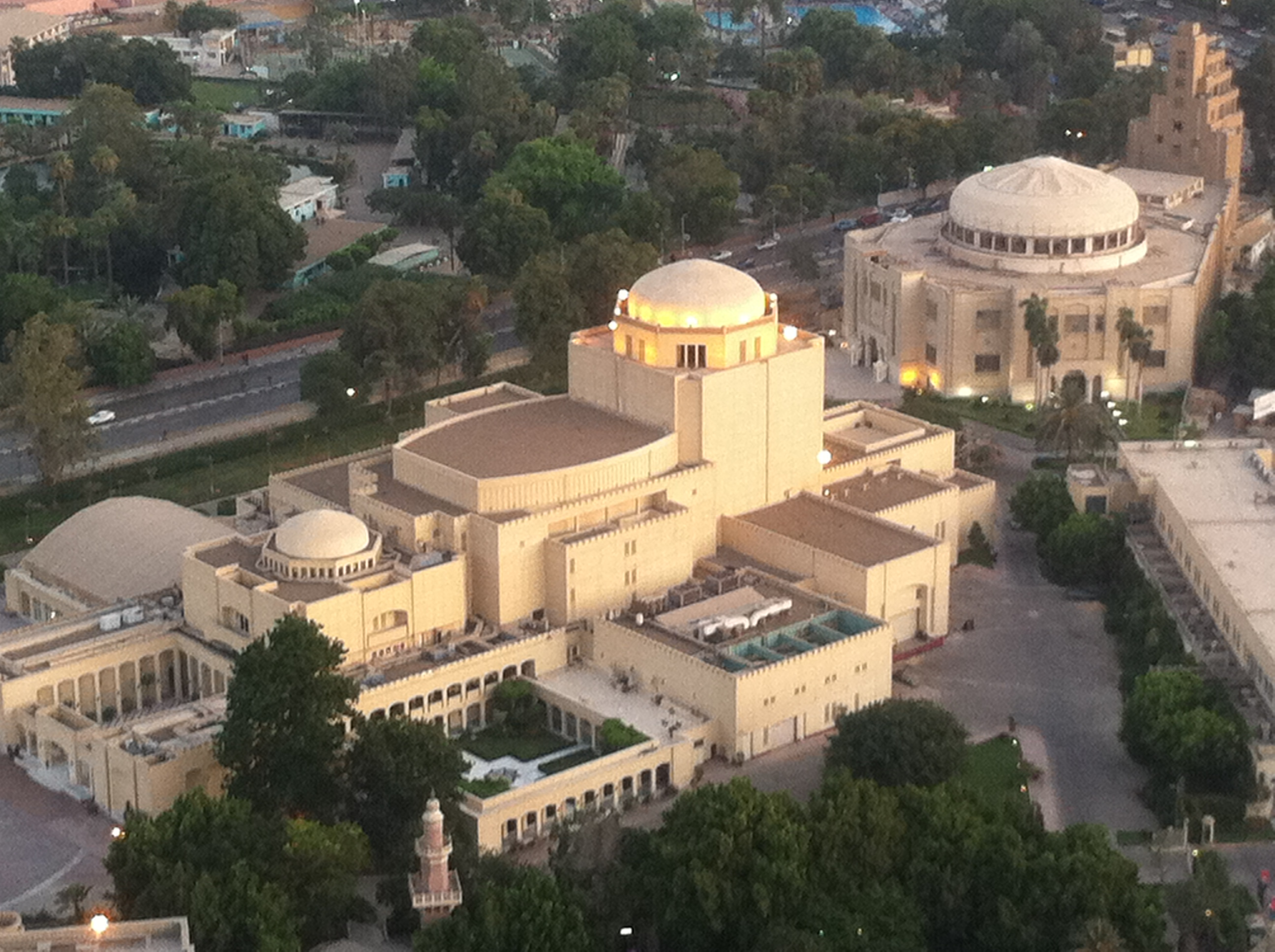
دار الأوبرا المصرية
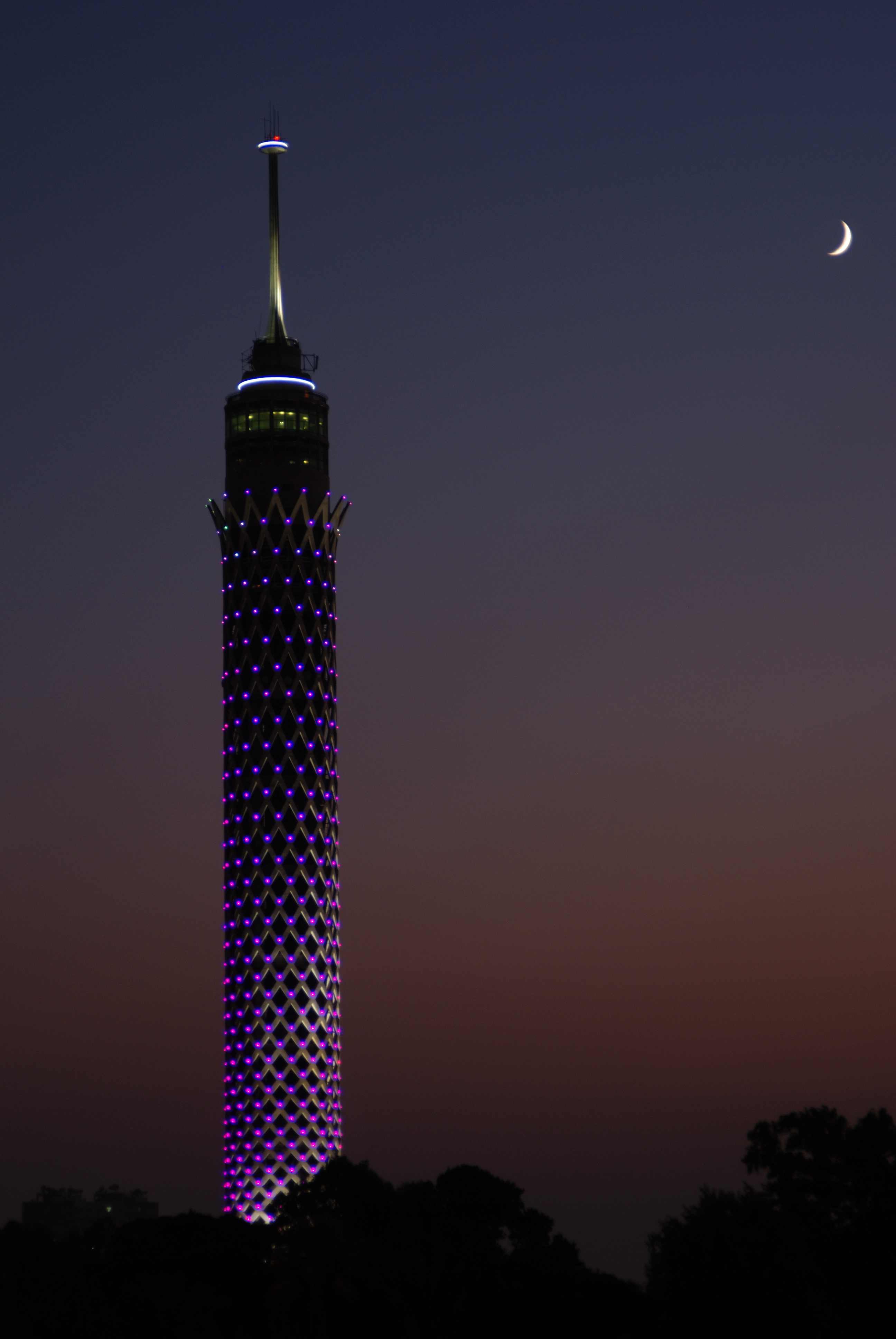
برج القاهرة
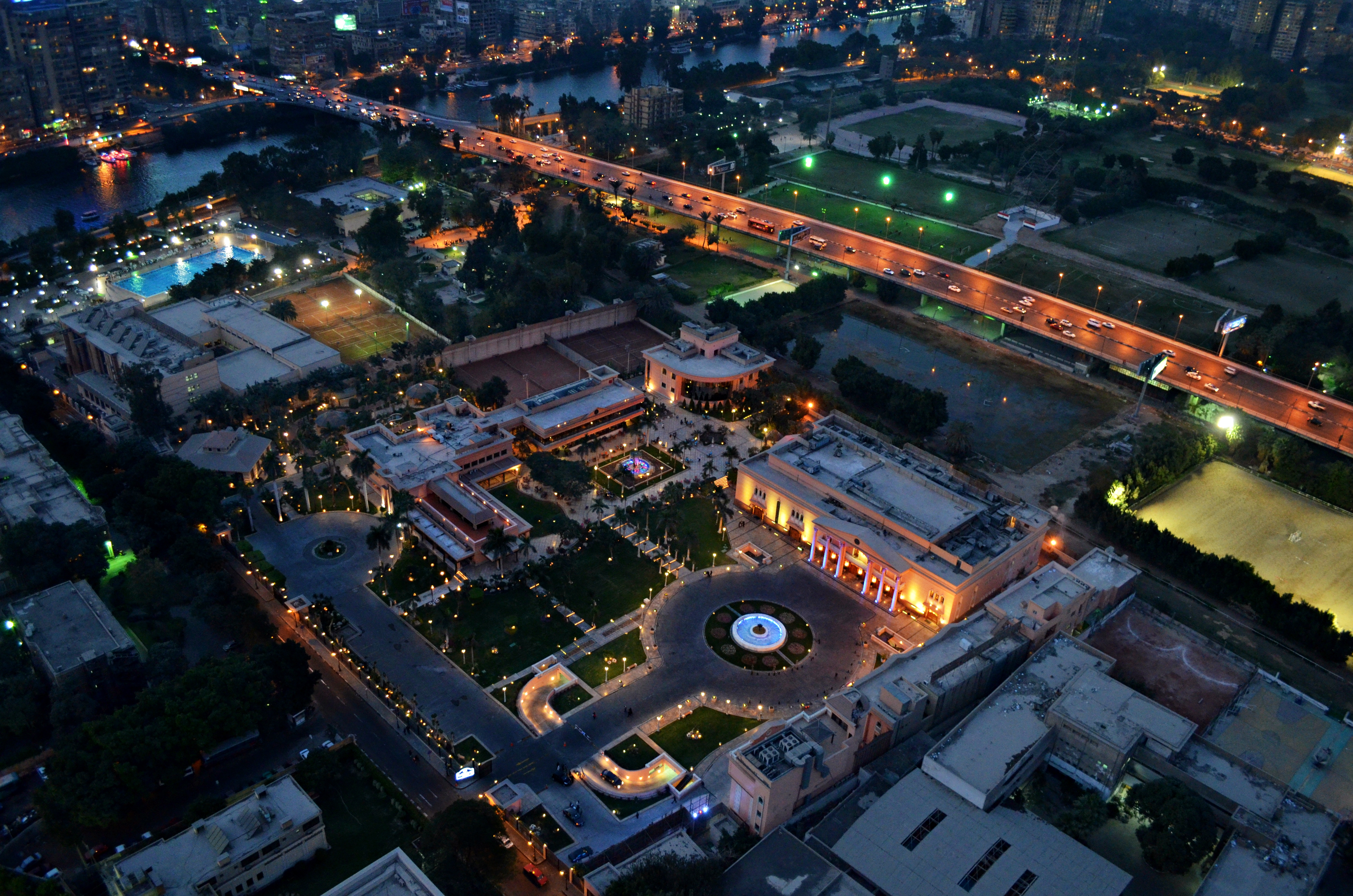
نادي الجزيرة ليلاً
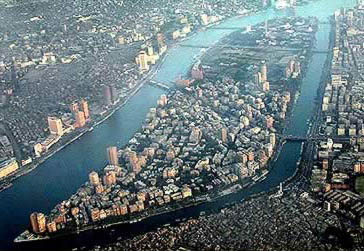
جزيرة الزمالك
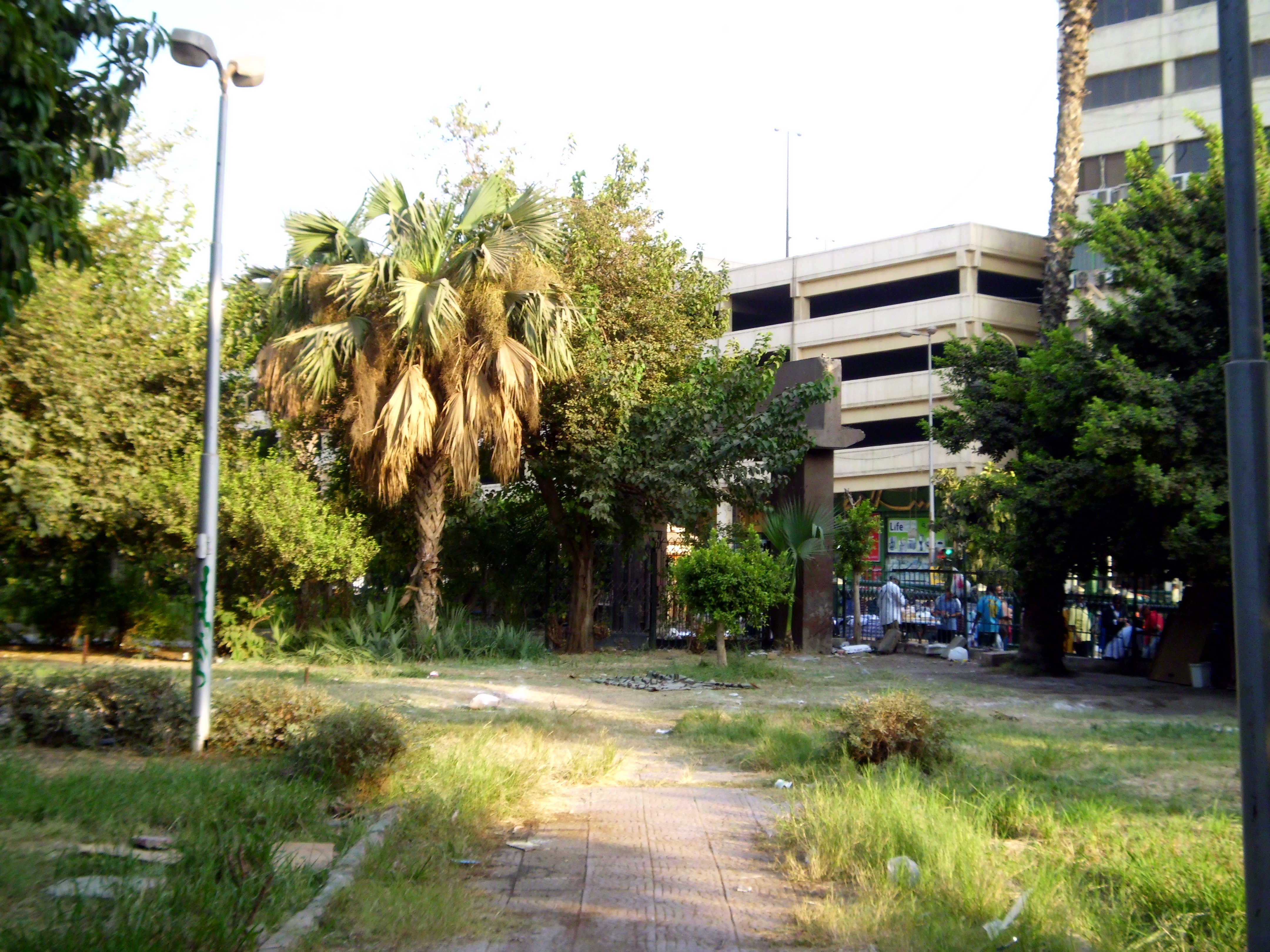
حديقة الأزبكية
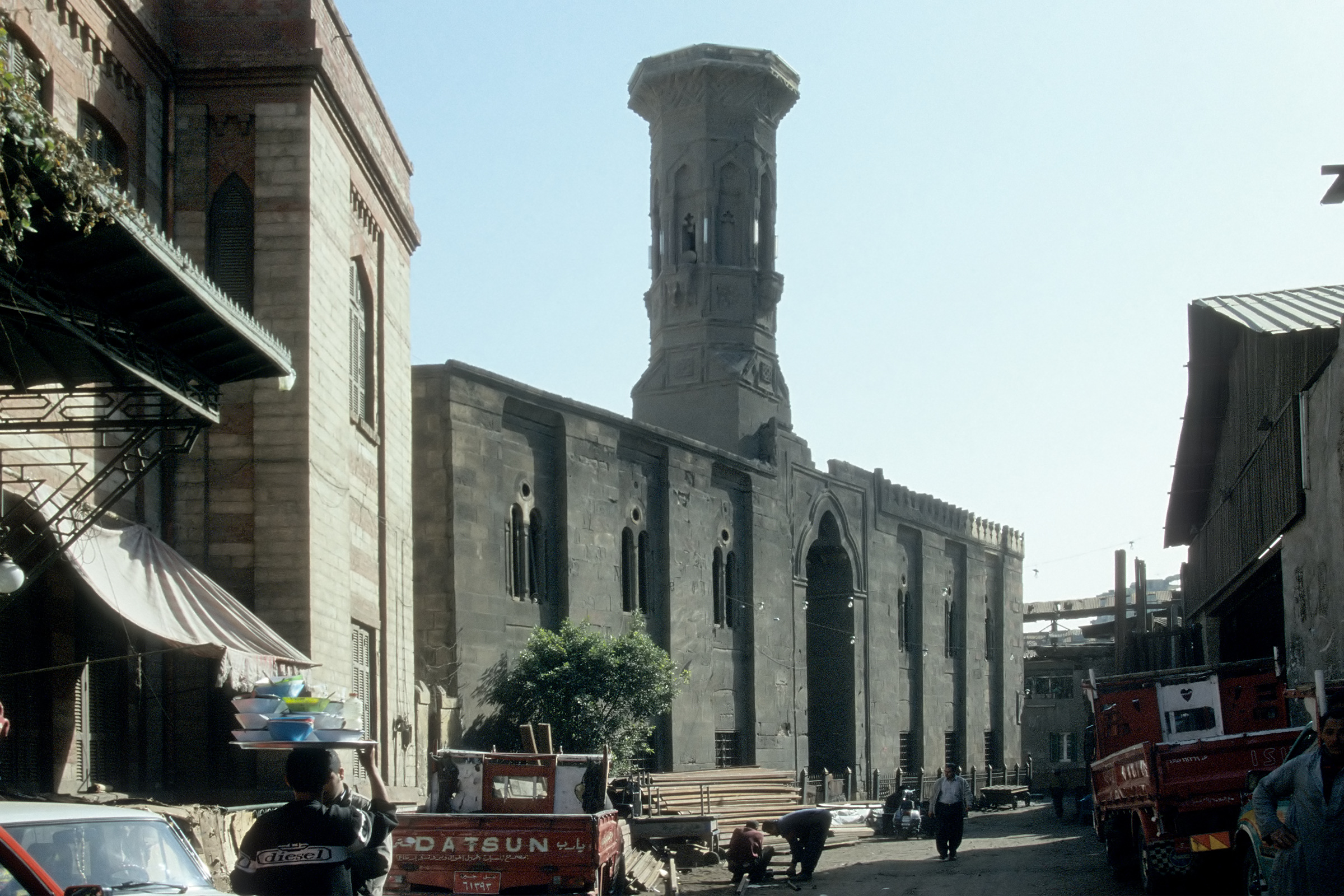
مسجد القاضى يحيى
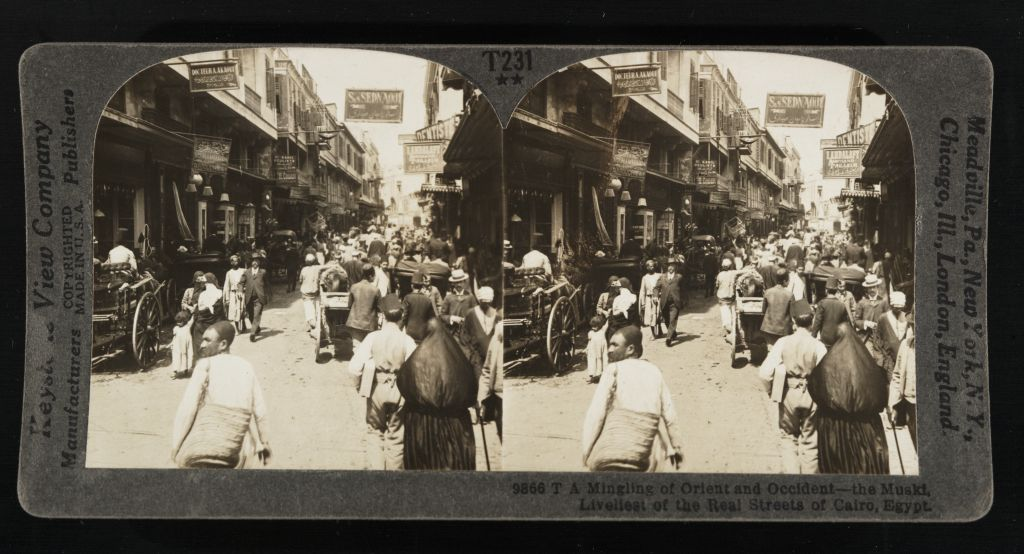
الموسكي قديماً
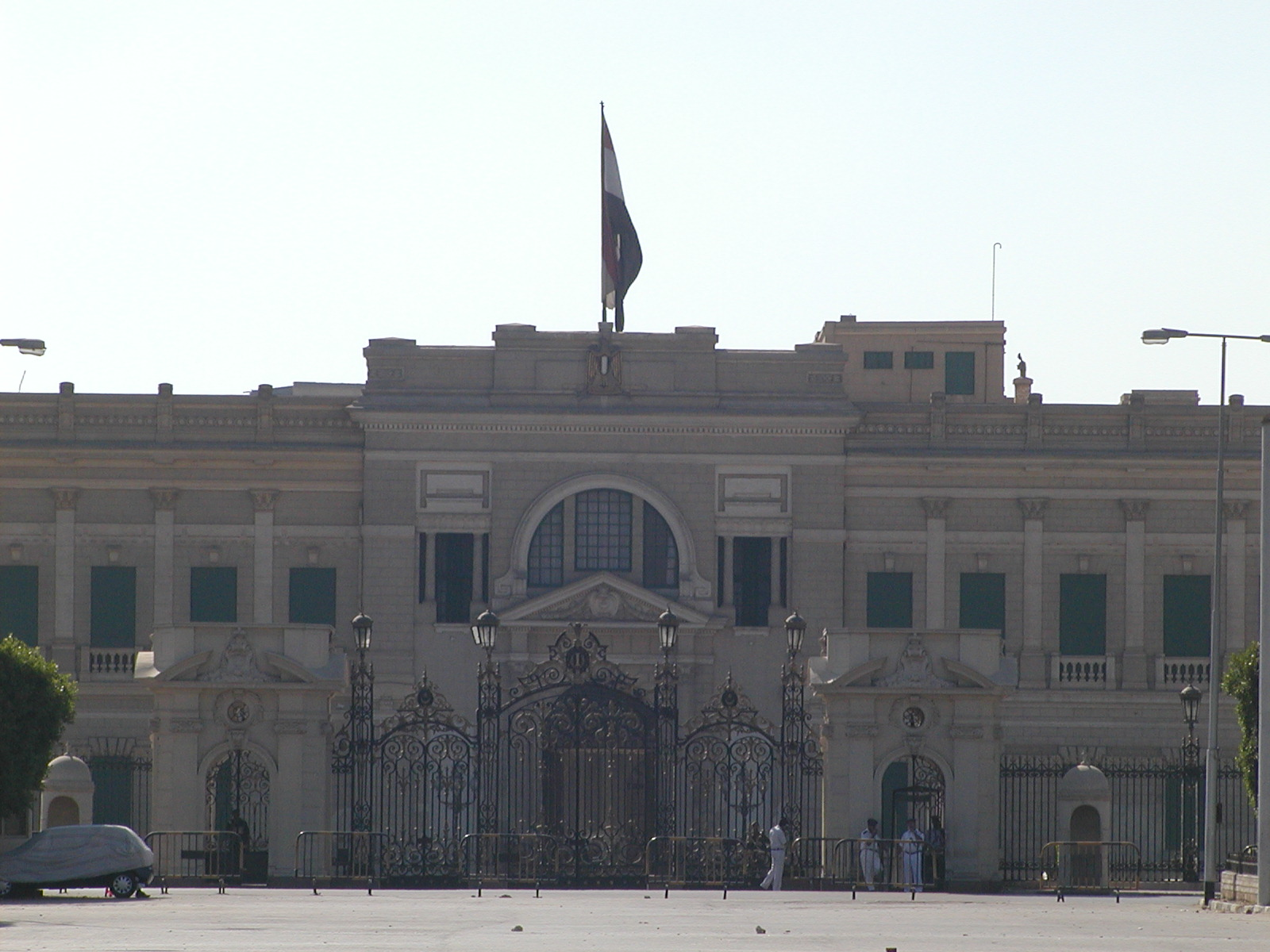
قصر عابدين
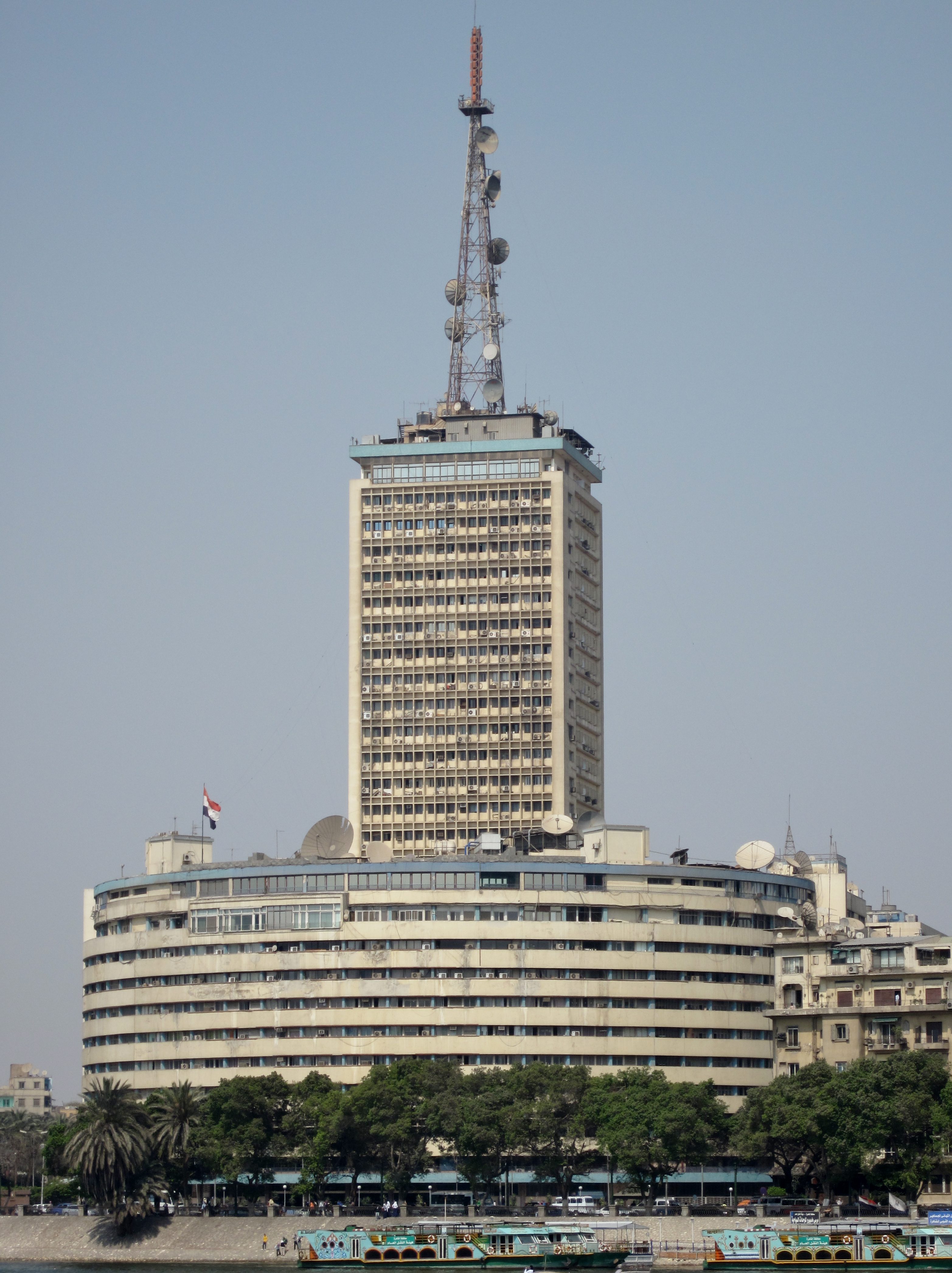
مبنى الإذاعة والتليفزيون المصري
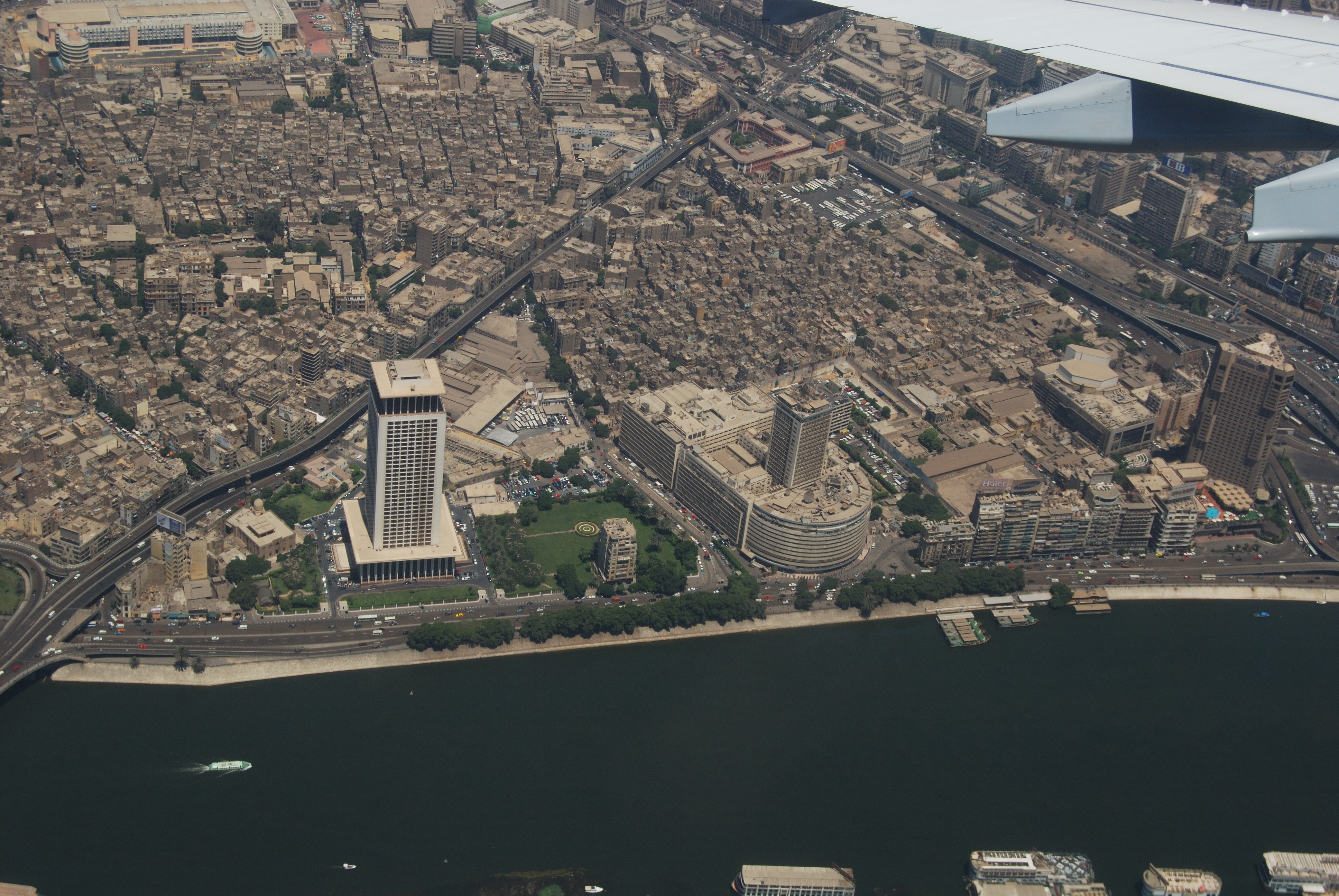
ماسبيرو من الجو
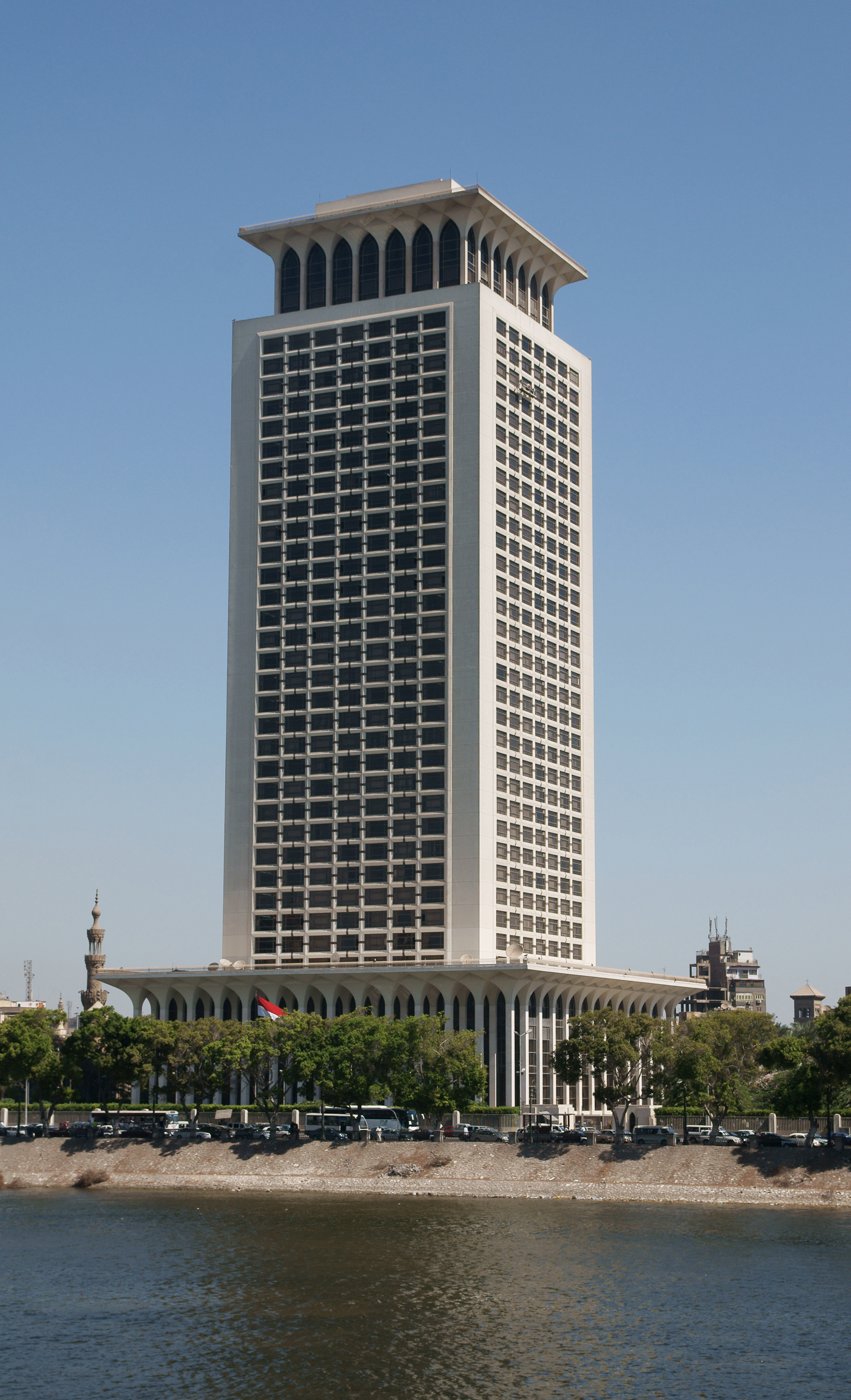
وزارة الخارجية
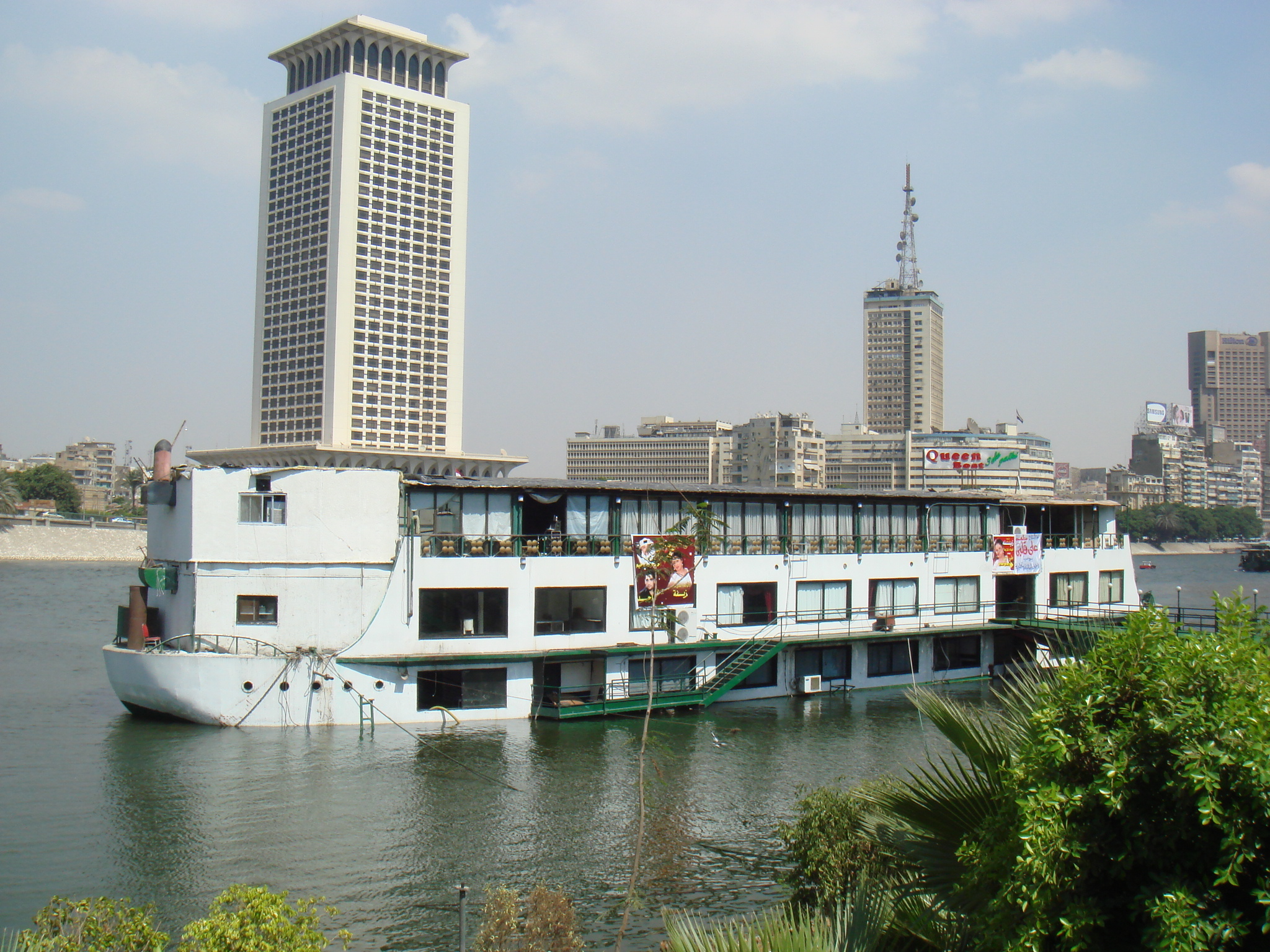
نهر النيل